# Lydie Schmit
Lydie Schmit (* 31. Januar 1939 in Esch-sur-Alzette; † 7. April 1988) war eine luxemburgische Politikerin der LSAP.
Lydie Schmit studierte Geschichte und unterrichtete von 1963 als Lyceumsprofessorin zuerst an einer Privatschule und ab 1968 an dem Lycée Hubert Clément. 1970 trat sie der LSAP bei und wurde 1973 zur Vizepräsidentin gewählt. Von 1974 bis 1979 war sie Präsidentin der Partei. 1979 wurde sie in die Chamber gewählt, doch gab sie diese Position schon am 30. August 1980 auf. Am 10. November 1980 wurde sie Präsidentin der Sozialistischen Frauen-Internationale und zur Vizepräsidentin der Sozialistischen Internationale gewählt, was sie bis 1984 blieb. 1984 kandidierte sie für die Wahlen zum Europäischen Parlament und war bis zu ihrem Tod 1988 Mitglied des Europäischen Parlaments. Sie starb an den Folgen einer Krebserkrankung.
Nach ihr ist die Straße Rue Lydie Schmit in Mamer benannt. In Schifflingen trägt eine Grundschule den Namen École Lydie Schmit.